# مایکل سی. مارونا
مایکل سی. مارونا (انگلیسی: Michael C. Maronna؛ زادهٔ ۲۷ سپتامبر ۱۹۷۷) هنرپیشه اهل ایالات متحده آمریکا است. وی از سال ۱۹۹۰ میلادی تاکنون مشغول فعالیت بوده‌است.
از فیلم‌ها یا برنامه‌های تلویزیونی که وی در آن نقش داشته‌است می‌توان به تنها در خانه، تنها در خانه ۲: گم‌شده در نیویورک، و تنبل‌ها اشاره کرد.